# 赤城神社 (渋川市赤城町津久田)
赤城神社（あかぎじんじゃ）は、群馬県渋川市赤城町津久田にある神社。旧社格は村社。

## 概要
社伝によれば、大同元年（806年）に祭祀された大洞赤城神社を大同4年（809年）佃（津久田）に分祀したが、建仁元年（1201年）に豪雨と神託があり現在地に遷座したという。

## 文化財

### 渋川市指定重要文化財
- 赤城護国神社社殿（昭和49年7月25日指定[2]）
  - 敷島小学校（現・渋川市立津久田小学校）の奉安殿として大正10年（1921年）に建築されたが、昭和49年（1974年）に現在地に移築。間口2.1メートル、奥行2.16メートル、高さ3.3メートル、入母屋照破風土蔵造瓦葺[3][4]。

- 津久田の赤城神社本殿（平成19年1月26日指定[2]）
  - 墨書などから安永3年（1774年）の建築とみられ、彫工は関口文次郎[5]。

### 渋川市指定重要有形民俗文化財
- 津久田鏡の森歌舞伎舞台（昭和58年1月20日指定[2]）
  - 明治2年（1869年）の建築と推定される農村歌舞伎舞台[3][5]。桁行10.830メートル、梁行9.780メートル、ガンドウガエシによって舞台を拡張する機構を有する[6]。